# هايوود هنري
هايوود هنري (بالإنجليزية: Haywood Henry)‏ هو عازف جاز أمريكي، ولد في 10 يناير 1913 في برمنغهام في الولايات المتحدة، وتوفي في 15 سبتمبر 1994 في ذا برونكس في الولايات المتحدة.

## وصلات خارجية
- هايوود هنري على موقع ميوزك برينز (الإنجليزية)
- هايوود هنري على موقع أول ميوزيك (الإنجليزية)
- هايوود هنري على موقع ديسكوغز (الإنجليزية)